# Roger Hervé
 (février 2024).
 (février 2024).
Si vous disposez d'ouvrages ou d'articles de référence ou si vous connaissez des sites web de qualité traitant du thème abordé ici, merci de compléter l'article en donnant les références utiles à sa vérifiabilité et en les liant à la section « Notes et références ».
Pour les articles homonymes, voir Hervé.
Roger Hervé, né le 11 mai 1904 au Havre et mort le 24 novembre 1997 à Franconville (Val d'Oise), est un ethnologue et cartographe français et nationaliste breton.

## Biographie
Sous le pseudonyme de " Glémarec ", il fut l'un des principaux animateurs avec Olier Mordrel de la tendance conservatrice-révolutionnaire du mouvement breton dans les années 1930. Fin juillet 1943, il prend la présidence du secrétariat de la commission Histoire, préhistoire et archéologie de l'Institut celtique de Bretagne, à la suite de François Debeauvais, en sa qualité d'historien.
Géographe, connu sous le nom de néodruide " Katuvolkos " (pseudonyme sous lequel il signe les articles diffusés dans la revue Stur), il est l'un des rédacteurs de la revue nationaliste bretonne La Bretagne réelle. Il est membre du comité de patronage de la revue Nouvelle École, proche du Groupement de recherche et d'études pour la civilisation européenne (GRECE), à laquelle il confie notamment en 1972 un article sur Druides et druidisme, dans lequel il suit pas à pas les travaux de Françoise Le Roux.
En 1939, il est admis à suivre, au sein de la Sorbonne, le stage préalable à l'obtention du diplôme technique de bibliothécaire. Agrégé de l'Université, ancien assistant au Musée d'ethnographie du Trocadéro, il a fait sa carrière au département des cartes et plans de la Bibliothèque nationale de France. Membre du Comité des travaux historiques et scientifiques (CTHS), il est l'auteur de nombreux ouvrages sur la géographie et la cartographie.
Sa nécrologie paraît dans le no 51 de la revue Nouvelle École.

## Publications
- Katuvolkos, « La route vers nous-mêmes », Stur, no 13,‎ avril-juin 1938, p. 11-24 (lire en ligne, consulté le 19 juin 2025).
- Roger Hervé, Les Plans de forêts de la grande réformation colbertienne : 1661-1690, Paris, Imprimerie nationale, 1961 (BNF 38781054).
- Roger Hervé, Henri Hugonnard-Roche et Edmond Pognon, Catalogue des cartes géographiques sur parchemin conservées au département des cartes et plans, Paris, Bibliothèque nationale, 1974 (BNF 34557057).
- Roger Hervé, Lucie Lagarde et F. Grivot, Bibliographie d'histoire de la géographie et de géographie historique, Département des cartes et plans de la Bibliothèque nationale de France, 1981, 121 p..
- Découverte fortuite de l'Australie et de la Nouvelle-Zélande par des navigateurs portugais et espagnols entre 1521 et 1528 : résultat de la critique des cartes dieppoises et documents apparentés, 73-La Ravoire : Impr. réunies de Chambéry, coll. « Mémoires de la Section de géographie / Comité des travaux historiques et scientifiques ; 12 », 1982, 129 p. (BNF 34732958).
- Roger Hervé et Jean Poupinot, Atlas historique de Bretagne, Nantes, Williamson, 1995 (ISBN 2-909525-15-5).